# Clerodendrum yunnanense
Clerodendrum yunnanense là một loài thực vật có hoa trong họ Hoa môi. Loài này được Hu mô tả khoa học đầu tiên năm 1924 publ. 1925.